# Dolinka Iwanowska

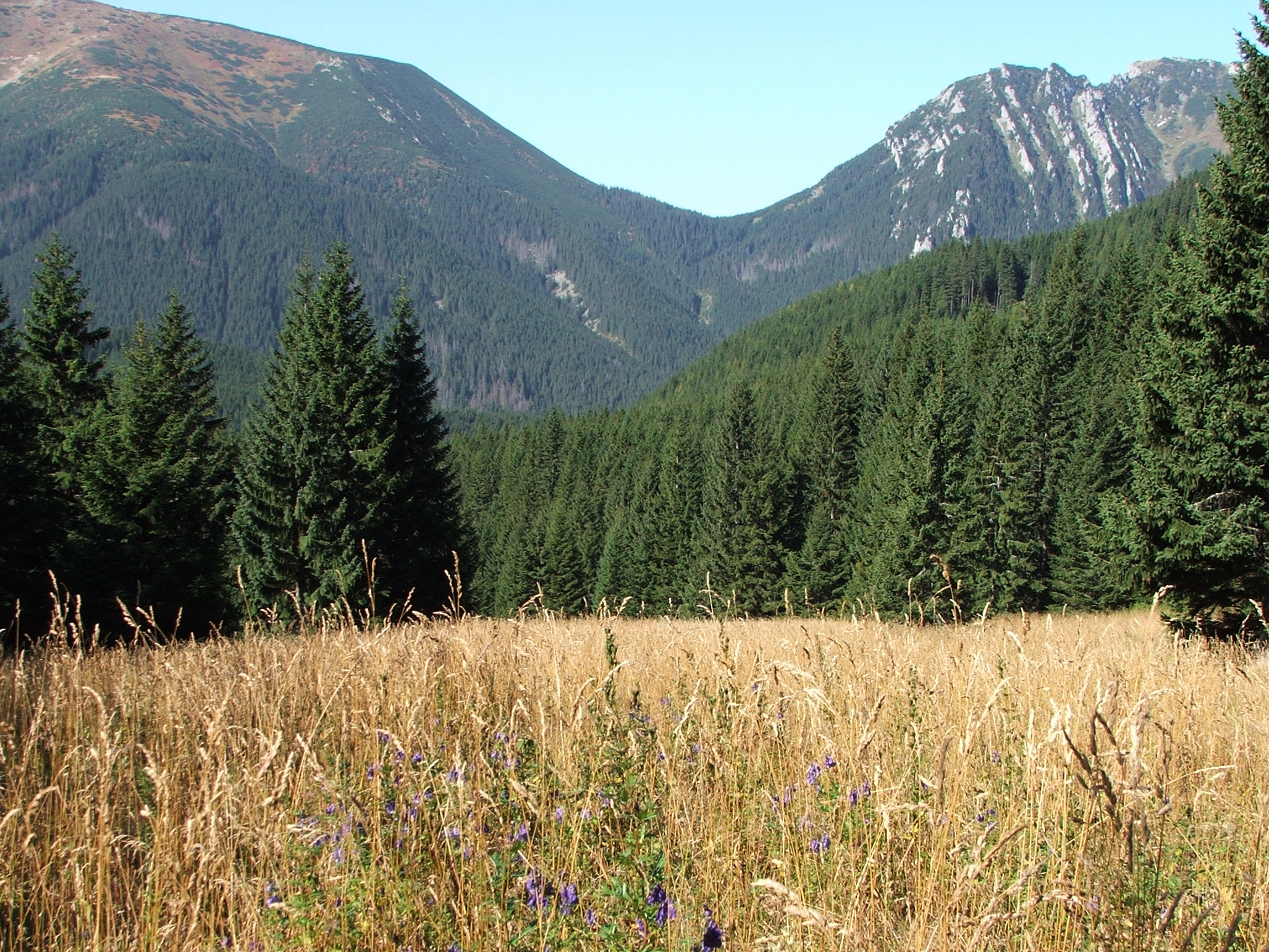
Iwaniacka Przełęcz i Dolinka Iwanowska – widok z Doliny Tomanowej

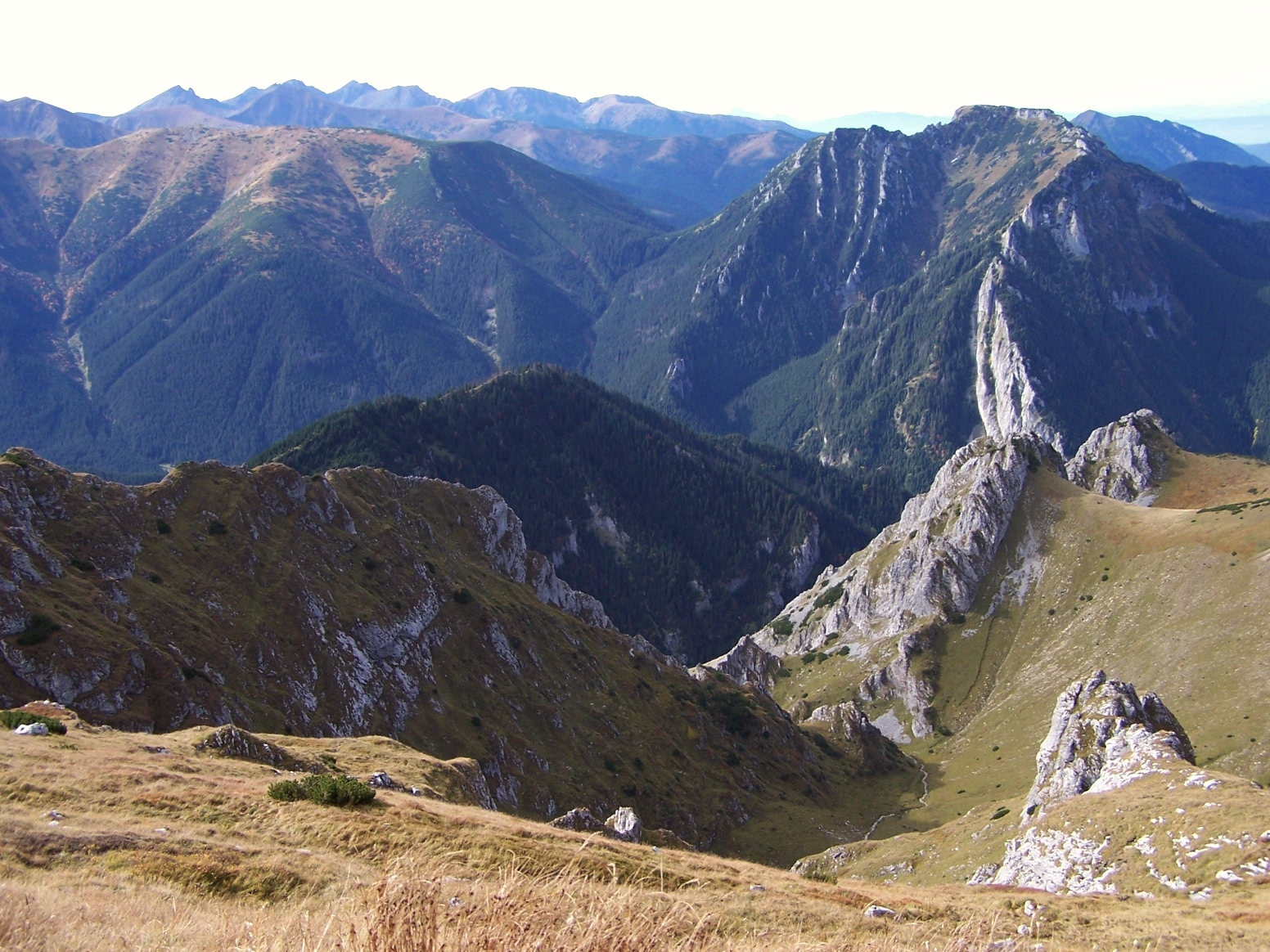
W środkowej części Iwaniacka Przełęcz, po prawej Kominiarski Wierch. Z przełęczy opada Dolinka Iwanowska

Dolinka Iwanowska lub Dolina Czarna – niewielkie boczne odgałęzienie Doliny Kościeliskiej w Tatrach Zachodnich. Znajduje się w górnej części tej doliny i stanowi jej zachodnie odgałęzienie, pomiędzy zboczami Ornaku i południowo-wschodniej grani Kominiarskiego Wierchu zakończonej Smytniańskimi Turniami. Górna część dolinki znajduje się pod Iwaniacką Przełęczą, dolna naprzeciwko Polany Smytniej. Dnem doliny płynie Iwanowski Potok wpadający do Kościeliskiego Potoku.
Dolinka Iwanowska jest wąska i całkowicie porośnięta lasem. Ze zboczy Ornaku wpadają do niej trzy żleby. Wyżej położone są wyloty dwóch żlebów Piszczałki, najniżej Żlebu pod Banie, w którym prowadzone były dawniej rozległe prace górnicze.
Na niektórych mapach dolina ta nie jest wyróżniana. Atlas satelitarny Tatr i Podtatrza podaje dla niej nazwę Dolina Czarna, podobnie mapa Geoportalu.

## Szlaki turystyczne
– środkową i górną częścią dolinki prowadzi żółty szlak ze schroniska PTTK na Hali Ornak na Iwaniacką Przełęcz. Czas przejścia: 1:15 h, ↓ 50 min